# Jan Rous (historik umění)
Jan Rous (* 16. února 1943 Praha) je český historik umění se specializací na dějiny knižní kultury a design, v letech 1990–2010 pedagog katedry dějin umění a estetiky na Vysoké škole uměleckoprůmyslové v Praze, od roku 2011 samostatný odborný pracovník Muzea umění a designu v Benešově.

## Život
V letech 1962–1968 studoval dějiny umění na Filozofické fakultě Univerzity Karlovy (prof. J. Pešina, P. Wittlich), studia zakončil diplomovou prací Symbolismus a jeho odraz v povaze české plastiky zlomu 19. a 20. století (Mgr.) Roku 1999 obhájil doktorskou disertaci.
Krátce pracoval v Národní galerii a poté v letech 1969–1972 jako redaktor nakladatelství Obelisk v Praze. Na počátku normalizace pracoval nejprve jako pomocná síla, později jako konzervátor grafické sbírky Uměleckoprůmyslového muzea v Praze (1972–1990). Od roku 1990 do roku 2010 byl lektorem dějin umění a grafického designu Kabinetu dějin a teorie umění Vysoké školy uměleckoprůmyslové v Praze. Od devadesátých let spolupracoval na koncepci výstavního programu Muzea umění a designu v Benešově, po přestěhování z Prahy zde působí jako odborný pracovník. Od roku 2008 byl kurátorem galerie Topičův salon. Je členem Mezinárodní asociace výtvarných kritiků (AICA), od roku 2004 členem Vědecké rady Fakulty humanitních studií UK.
Přispívá články do odborných časopisů Architekt, Ateliér, Art & Antiques, Keramika a sklo, Umění a řemesla, Fotografie, Typografia, Estetická výchova a do řady periodik (A2, Revolver revue, Domov, Lit. noviny, Prostor, Přítomnost, Respekt, Technický magazín, Tvar, Zlatý máj, Zlatý řez, aj.)

## Dílo
Zabývá se fotografií, knižní kulturou, plakátem, typografií a designem. Podílel se na souborných publikacích o předválečné české výtvarné avantgardě (Devětsil, kubismus, funkcionalismus). Zabýval se knižní tvorbou Františka Kupky, Josefa Šímy, Karla Teiga, Jiřího Trnky.
V době normalizace uváděl neoficiální výstavy (Jiří Sozanský, Památník Terezín, 1976) a výstavy v malých nezávislých galeriích (Galerie Fronta, Malá galerie Čs spisovatele, Divadlo Na Chmelnici, Regionální muzeum Kolín). Roku 1986 se spolu s F. Šmejkalem a R. Šváchou podílel na výstavě Devětsil. Česká výtvarná avantgarda dvacátých let v Galerii hlavního města Prahy a v Domě umění v Brně.